# Região Geográfica Imediata de Janaúba
A Região Geográfica Imediata de Janaúba é uma das 70 regiões imediatas do estado brasileiro de Minas Gerais, uma das sete regiões imediatas que compõem a Região Geográfica Intermediária de Montes Claros. Criada em 2017 pelo Instituto Brasileiro de Geografia e Estatística (IBGE), é composta por 11 municípios, sendo o município de Janaúba o mais populoso com uma população estimada de 72 374 habitantes.

## Municípios
| Município             | População (est. 2021) | Área          | Fonte  |
| --------------------- | --------------------- | ------------- | ------ |
| Jaíba                 | 39 850                | 2 635,467 km² | [ 3 ]  |
| Janaúba               | 72 374                | 2 181,319 km² | [ 2 ]  |
| Manga                 | 18 051                | 1 950,184 km² | [ 4 ]  |
| Matias Cardoso        | 11 360                | 1 940,598 km² | [ 5 ]  |
| Miravânia             | 4 939                 | 602,128 km²   | [ 6 ]  |
| Nova Porteirinha      | 7 493                 | 120,943 km²   | [ 7 ]  |
| Pai Pedro             | 6 098                 | 839,805 km²   | [ 8 ]  |
| Porteirinha           | 37 823                | 1 749,683 km² | [ 9 ]  |
| Riacho dos Machados   | 9 471                 | 1 315,540 km² | [ 10 ] |
| Serranópolis de Minas | 4 836                 | 551,954 km²   | [ 11 ] |
| Verdelândia           | 9 527                 | 1 570,582 km² | [ 12 ] |